# الأخوين نورمان وموريس ويليامز
الأخوين نورمان وموريس ويليامز، وهما أخوين بريطانيين كانا مشتركين في الكتابة والتأليف عن طوابع البريد. يعرف الأول ليون نورمان ويليامز (المعروف باسم نورمان ويليامز) (25 مارس 1914 - 9 أبريل 1999)، والثاني موريس ويليامز (1905-1976).

## الولادة والنشأة
وُلِد ليون نورمان ويليامز في 25 مارس 1914، وولد موريس ويليامز في عام 1905. وكان كلاهما متزوجين ويعيشان في لندن.

## الأعمال والمؤلفات
كان نورمان ويليامز محاميًا، بينما كان شقيقهُ موريس ويليامز صحفيًا وكاتبًا متفرغًا.
بدأ تعاون الأخوين في الكتابة عام 1934. وفي عام 1940، خلفا فريد ميلفيل في تحرير مجلة "ذا ستامب لافر" التابعة للجمعية الوطنية لهواة جمع الطوابع، والتي تولوا تحريرها حتى عام 1964. كما حررا مجلة "ذا بريتش فيلاتليست" من عام 1940 إلى عام 1954، ومجلة "فيلاتلي" من عام 1951 إلى عام 1953. كما حررا مجلة "ذا سندريلا فيلاتليست"، وهي مجلة نادي سندريلا للطوابع الذي أسساه أيضًا، من عام 1961، والتي واصل نورمان تحريرها بعد وفاة شقيقه.
كان أول تعاون لهما في كتابة كتاب "تزويرات الدعاية" عام 1938، وهو موضوع عادا إليه عام 1954 في كتاب "طوابع مزورة من حربين عالميتين".

## التكريم والجوائز
حصلا على ميدالية جلاسوالد في عام 1961. وفي عام 1980 وضع اسمهما في قاعة مشاهير كتاب الطوابع في الجمعية الأمريكية لهواة جمع الطوابع. وفي عام 2000، أصبح نورمان عضوًا في قاعة مشاهير الجمعية الأمريكية لهواة جمع الطوابع.

## الوفاة
توفي نورمان ويليامز في 9 أبريل 1999، بينما توفي أخوهُ موريس ويليامز في عام 1976. وتُحفظ أوراقهما البحثية في مجموعات الطوابع البريدية بالمكتبة البريطانية تحت اسم "أوراق ويليامز".
حفيد موريس ويليامز هو الممثل الكوميدي الإنكليزي مات لوكاس.

## المنشورات والمؤلفات
أدناه المؤلفات المشتركة لكلا الأخوين:

### عقد 1930
- تزويرات الدعاية (1938).
- فهرس مكتبة الطوابع، الذي أنشأه الراحل السير إدوارد ديني بيكون، الحاصل على وسام فارس الفرسان (1939) - مُعدّو فهرس البيع.
- هواية جمع الطوابع (1939).

### عقد 1940
- طوابع بريد مشهورة (1940).
- ببليوغرافيا "ميلفيل" (1941).
- مجموعة دبليو. جيه. ويبستر (1941).
- ألبوم طوابع بايونير (1941).
- طوابع بريد أخرى مشهورة (1942).
- فهرس أسعار طوابع البريد المحلية مع إريك إف. هيرت (1942)؛ ملحق صدر عام 1948.
- ذكرى الطوابع (1943).
- طوابع للجميع (1943).
- هواية جمع الطوابع للأولاد والبنات (1949).
- طوابع مشهورة . لندن: مطبعة بلاندفورد، 1949.

### عقد 1950
- طوابع بريدية يوميًا (1950).
- طوابع بريدية (1950 ، دار نشر البطريق) - "كتاب صور البفن".
- دليل البريد المحلي الخاص (1950 - مراجعة شاملة لفهرس أسعار طوابع البريد المحلية). الجزء السادس من فريتز بيليغ: فهارس بيليغ المتخصصة.
- جمع الطوابع البريدية (1950).
- قرن من إنتاج الطوابع (1952).
- أساسيات هواية جمع الطوابع: فن وحرفة صناعة الطوابع (1952).
- طوابع مزورة من الحربين العالميتين (1954).
- أساسيات هواية جمع الطوابع، (حرره ديفيد ليدمان، نُشر على حلقات في مجلة "ذا أمريكان فيليتليست" بين عامي 1954 و1963؛ نُشر لأول مرة في خمسة أقسام منفصلة ابتداءً من عام 1958، ثم ككتاب كامل عام 1971. راجع نورمان طبعة عام 1990 بمفردهِ).
- طابع البريد: تاريخه وشهرته (1956، دار نشر بنغوين)؛ نُشرت ترجمة يابانية عام 1958.
- تعرف على طوابعك (1956) - طبعة موسعة من كتاب "طوابع للجميع".
- تقويم هواة جمع الطوابع (1957).

### عقد 1960
- ألبوم القمر الصناعي (1961).
- فنادق هنغاريا ورومانيا (1962).
- دليل سكوت لجمع الطوابع (1963).
- طوابع بريدية تذكارية لبريطانيا العظمى (1967).
- طوابع نادرة (1967).
- تقنيات جمع الطوابع (1969).

### عقد 1970
- طوابع سندريلا. ويليام هاينمان، لندن، 1970. ISBN 0434866407
- كتاب "علّم نفسك جمع الطوابع" المصوّر (1972).
- تحقق من طوابعك: كيف تربح المال من مكتب البريد (1973).

### مؤلفات نورمان
كما أنتج نورمان لوحده المؤلفات التالية:
- موسوعة الطوابع النادرة والمشهورة (الجزء الأول 1993، الجزء الثاني 1997).
- "هواية جمع الطوابع قبل 100 عام" في مجلة جمع الطوابع (1981).